# Camenta westermanni
Camenta westermanni är en skalbaggsart som beskrevs av Edgar von Harold 1878. Camenta westermanni ingår i släktet Camenta och familjen Melolonthidae. Inga underarter finns listade.